# 氫循環
氫循環（英語：hydrogen cycle）是存在於生物和非生物之間含氫化合物的氫交換。
氫是宇宙中最豐富的元素。在地球上，常見的含氫無機分子包括水、氫氣、甲烷、硫化氫和氨等。許多有機化合物也包含氫原子，例如碳氫化合物和有機物質。考慮到無機和有機化合物中氫原子的普遍存在，氫循環集中在分子氫上。
氫氣可以通過岩水相互作用而自然產生，也可以作為微生物代謝的副產物產生。游離的氫氣隨後可能會被其他微生物消耗，在大氣中被光化學氧化或散失到太空中。氫也被認為是前生物化學和地球生命早期演化的重要反應物，甚至在我們太陽系的其他地方也是如此。